# Brian Frederick Kensley
Brian Frederick Kensley, född den 17 april 1944 i Kapstaden, död den 19 januari 2004, var en sydafrikansk zoolog specialiserad på tiofotade kräftdjur samt gråsuggor och tånglöss.
Auktorsnamnet Kensley kan användas för Brian Frederick Kensley i samband med ett vetenskapligt namn inom zoologin; se Wikipedia-artiklar som länkar till auktorsnamnet.